# ارتش تاریکی
ارتش تاریکی (به انگلیسی: Army of Darkness) که با نام مرده شریر ۳: ارتش تاریکی یا کلبه وحشت ۳ نیز شناخته می‌شود فیلمی ۸۱ دقیقه‌ای به کارگردانی سام ریمی با بازی بروس کمپبل محصول کشور ایالات متحده آمریکا است.